# Gaetano de Martini
Gaetano de Martini (Benevento, 28 mai 1840 – Naples, 9 juin 1917) est un peintre italien actif au XIXe  et début du  XXe siècle.

## Biographie
Gaetano de Martini a étudié à la Scuola di Posillipo de  Giacinto Gigante et de Achille Vianelli et termina ses études à Bénévent.
Il se rendit à Naples et se spécialisa dans la peinture à l'aquarelle. Par la suite il fréquenta l'atelier de De Vivo et Mancinelli afin d'apprendre la peinture de figures.
Il collabora aussi avec Domenico Morelli.

## Œuvres
- Joueuse de tambourin,
- Une beauté turque,
- Beauté orientale,
- Concert au harem,
- La Cigale,

## Sources
- (it) Cet article est partiellement ou en totalité issu de l’article de Wikipédia en italien intitulé « Gaetano de Martini » (voir la liste des auteurs).